# Świnka Wibbly
Świnka Wibbly (ang. Wibbly Pig) – kanadyjsko-brytyjski serial animowany wyemitowany w latach 2009-2010 bazujący na książkach dla dzieci Micka Inkpena.

## Fabuła
Wibbly to zabawna świnka o złotym sercu, na której zawsze można polegać. W towarzystwie świnki Wibbly najmłodsi dowiedzą się, jak powinna wyglądać pora układania się do snu, jak należy radzić sobie z potrawami, których się nie lubi oraz w co się bawić. Każdy epizod rozpoczyna się od poszukiwań świnki. Kiedy uda się ją znaleźć, Wibbly opowiada o przygodach, które jej się przytrafiły.

## Obsada (głosy)
- Liam Tully – Świnka Wibbly (ang. Wibbly Pig)
- Deo Simcox – Narrator
- Mark Ramsay – Duży (ang. Big Pig)
- Nathan Henry – Maleństwo (ang. Tiny Pig)
- Jacob Ewaniuk – Brudasek (ang. Spotty Pig)

## Wersja polska
W Polsce serial jest emitowany przez stację CBeebies.
W wersji polskiej wystąpiły:
- Zosia Przybylska
- Julia Michalska

W pozostałych rolach:
- Łukasz Oriol – Duży
- Mateusz Oriol – Maleństwo
- Artur Słomczewski – Brudasek

Dialogi:
- Paweł Żwan
- Ewa Zawadzka

Opracowanie piosenek: Paweł Żwan
Kierownictwo produkcji: Paweł Żwan
Nagranie i montaż: Marcin Kalinowski, Sławomir Koryzno
Wersja polska: Studio Tercja Gdańsk

## Spis odcinków
| N/o            | Polski tytuł             | Angielski tytuł                     |
| -------------- | ------------------------ | ----------------------------------- |
|                |                          |                                     |
| SERIA PIERWSZA |                          |                                     |
|                |                          |                                     |
| 01             |                          | Squiggle/Shadows                    |
|                |                          |                                     |
| 02             |                          | Castle/Flowerpots                   |
|                |                          |                                     |
| 03             |                          | Wibbly Can't Sleep/Cushion Mountain |
|                |                          |                                     |
| 04             |                          | Telescope/Star                      |
|                |                          |                                     |
| 05             |                          | Balloons/Boat                       |
|                |                          |                                     |
| 06             |                          | Noise/Dance                         |
|                |                          |                                     |
| 07             |                          | Everyone Hide!/Tent                 |
|                |                          |                                     |
| 08             |                          | Car/Spaceship                       |
|                |                          |                                     |
| 09             |                          | Bubbles/Big Aunt Larlie             |
|                |                          |                                     |
| 10             |                          | Sandcastle/Snowman                  |
|                |                          |                                     |
| 11             |                          | Rocking Horse/Orchestra             |
|                |                          |                                     |
| 12             |                          | Grandpa Pig/Robot                   |
|                |                          |                                     |
| 13             | /Kałuża                  | Footprints/Puddle                   |
|                |                          |                                     |
| 14             | /Kapelusze               | Sneezes/Hats                        |
|                |                          |                                     |
| 15             | /Łaskoczący sweter       | Jungle/Tickly Sweater               |
|                |                          |                                     |
| 16             | Piknik/Autoportret       | Picnic/Self Portrait                |
|                |                          |                                     |
| 17             | Przyjaciele/Cyrki        | Friends/Circus                      |
|                |                          |                                     |
| 18             | Latawiec/Trampolina      | Kite/Trampoline                     |
|                |                          |                                     |
| 19             |                          | Giant/Elephant                      |
|                |                          |                                     |
| 20             | Błotny placek/Parasolka  | Mudpie/Umbrella                     |
|                |                          |                                     |
| 21             | Gumowa piłka/Pociąg      | Rubber Ball/Train                   |
|                |                          |                                     |
| 22             | /Smok                    | Caterpillar/Dragon                  |
|                |                          |                                     |
| 23             |                          | Tiger/Cloud                         |
|                |                          |                                     |
| 24             | /Samolot                 | Bus/Airplane                        |
|                |                          |                                     |
| 25             | /Sen                     | Chicken/Dream                       |
|                |                          |                                     |
| 26             | /W domu na czas na ucztę | String/Home in Time for a Treat     |
|                |                          |                                     |

## Nagrody i nominacje

### Gemini Awards  2010
- Najlepszy program lub serial dla dzieci w wieku przedszkolnym – nominacja[4][5][6]

### Prix Jeunesse International, Germany  2010
- Up to 6 Fiction – nominacja[7]

### Young Artist Awards  2010
- Najlepsze wykonanie roli głosowej dla młodego aktora lub aktorki – nominacja: Shemar Charles[8]